# Jean-Pierre Haigneré
Jean-Pierre Haigneré, född 19 maj 1948 i Paris, är en fransk rymdfarare (CNES). Gjorde under 90-talet, två flygningar till rymdstationen Mir. Han utexaminerades från École de l'Air.
Han är gift med astronauten Claudie Haigneré.

## Rymdfärder
- Sojuz TM-17
- Sojuz TM-16
- Sojuz TM-29